# Joseph-Marie Jacquard

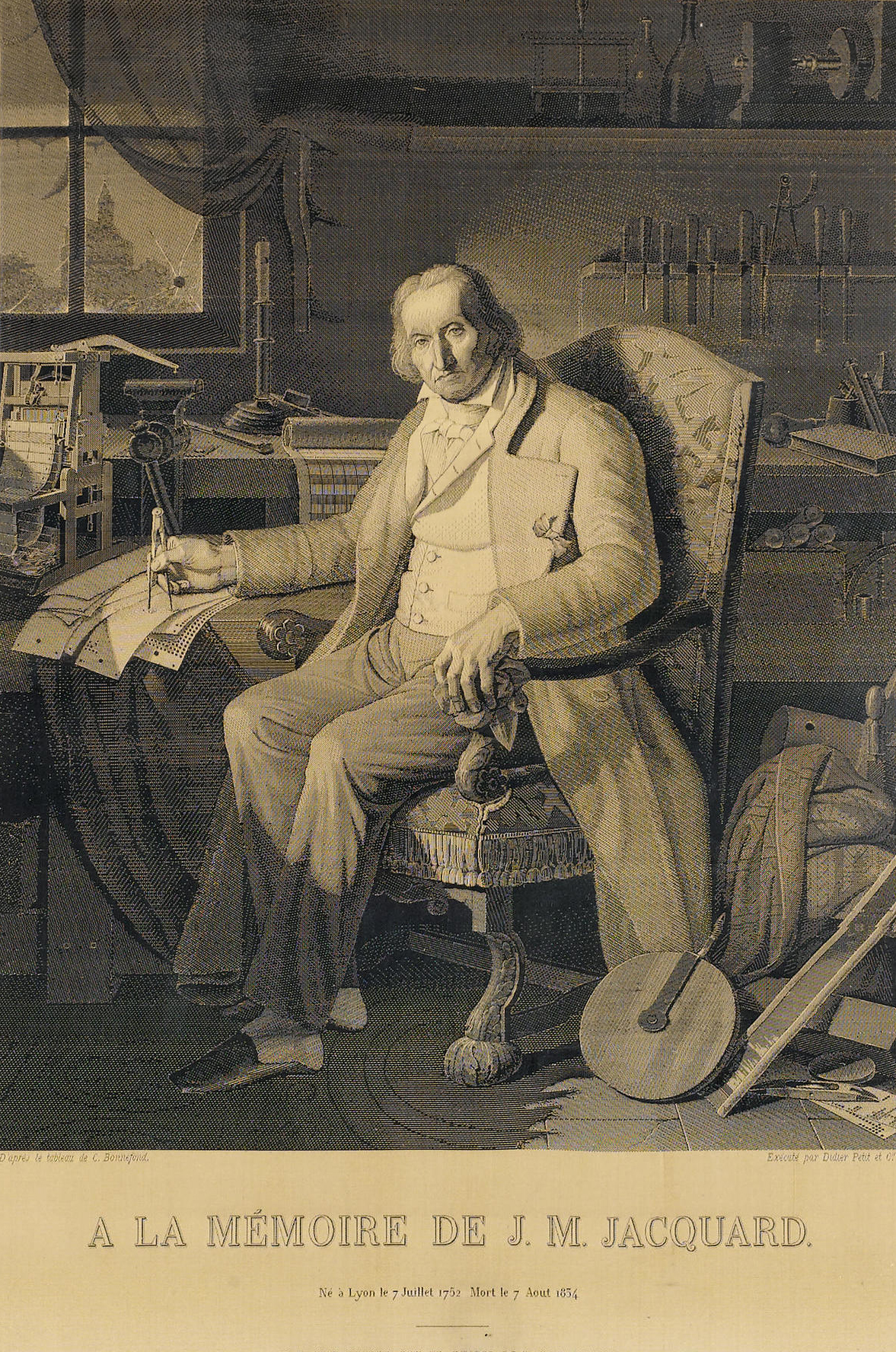
Joseph Marie Jacquard

Joseph-Marie Jacquard (Lyon, 7 juli 1752 – Oullins, 7 augustus 1834) is de Franse uitvinder van het programmeerbare weefgetouw, het jacquardgetouw.

## Levensloop
Jacquard werd geboren in Lyon als zoon van een (zijde)wever. Zijn vader had een werkplaats met twee weefgetouwen, die Jacquard erfde. Hij was niet erg succesvol met dit bedrijf, naar gezegd wordt omdat hij al zijn tijd besteedde het proces te verbeteren. Hij werd gedwongen in Bresse te werken, terwijl zijn vrouw in Lyon werkte.
In 1793 nam Jacquard deel aan de onsuccesvolle verdediging van Lyon tegen de troepen van de Conventie. Hierna ging hij voor de Conventie vechten aan de Rhône en de Loire. Na een actieve dienst, waarin zijn jonge zoon aan zijn zijde werd doodgeschoten, ging hij terug naar Lyon.
Terug in Lyon werd hij medewerker in een fabriek. Zijn vrije tijd besteedde hij aan het bouwen van een verbeterd weefgetouw. In 1801 toonde hij zijn uitvinding op een industriële beurs in Parijs. Zijn weefgetouw werd later door wevers, die voor hun broodwinning vreesden, verwoest.
Jacquard overleed in Oullins (Rhône). Zes jaar na zijn dood werd er ter ere van hem in Lyon een standbeeld opgericht op de plek waar zijn weefgetouw was verwoest.

## Werk

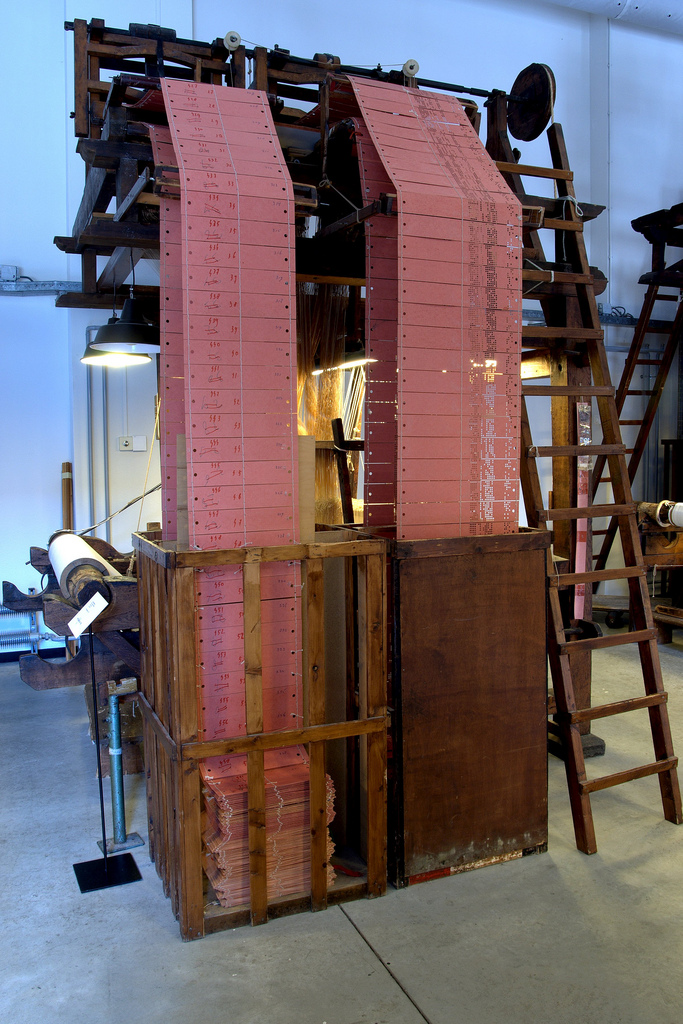
Ponskaartenjacquardweefgetouw, Louis Schönherr Chemnitz, 1925, collectie Textiel Museum, objectnummer 01783

In 1790 ging hij een vijftig jaar oude weefmachine herstellen. Voortbouwend op de ideeën van anderen realiseerde hij de eerste volautomatische weefmachine. Daarbij maakte hij gebruik van aan elkaar bevestigde kartonnen kaarten met daarin geponste gaten. Het principe was als volgt: een gat werd voorgedraaid; op plaatsen met een gat werden stangen doorgelaten en op andere plaatsen werden de stangen door het karton tegengehouden.
De automaat bracht het patroon aan volgens de rangschikking van de gaten in de kaarten. De ponskaarten fungeerden als informatiedrager, ze vormden het 'programma'. We herkennen hetzelfde principe dat gebruikt wordt bij onze hedendaagse computers. Het grote verschil is echter dat de instructies nu in het geheugen van de computer worden opgeslagen.

## Eerbetoon
In 1803 werd Jacquard gevraagd te komen werken voor de Conservatoire national des arts et métiers in Parijs. Daar ontdekte hij de resten van een weefgetouw van Jacques de Vaucanson en reconstrueerde en verbeterde hij dit weefgetouw. Wederom waren de wevers niet blij met zijn uitvinding. Omdat het automatische weefgetouw echter zo goed werkte, was het gebruik ervan spoedig algemeen. In 1804 demonstreerde Jacquard een later model aan Napoleon. Jacquard kreeg het kruis van het Legioen van Eer, een jaarlijkse uitkering plus royalty's voor elke machine. In 1806 werd het weefgetouw publiek domein verklaard. Als beloning kreeg Jacquard een pensioen.
- Biblioteca Nacional de España: XX4419741
- Bibliothèque nationale de France: cb12083432j (data)
- Gemeinsame Normdatei: 118877879
- International Standard Name Identifier: 0000 0000 6675 6186
- Library of Congress Control Number: nr96018644
- Base Léonore: LH//1340/38
- Nationale Bibliotheek van Tsjechië: xx0002639
- Nationale Bibliotheek van Israël: 987007321088805171
- Nationale Bibliotheek van Polen: a0000003438655
- RKD-Nederlands Instituut voor Kunstgeschiedenis: 293279
- SNAC: w6k736vb
- Système universitaire de documentation: 029148421
- Union List of Artist Names: 500075357
- Virtual International Authority File: 20478300
- WorldCat: E39PBJfcRyVYGtDh9fxRdtpXVC